# Карл Корренс
Карл Корренс або Карл Франц Йозеф Еріх Корренс (нім. Carl Franz Joseph Erich Correns або нім. Karl Correns або нім. Carl Correns; 19 вересня 1864 — 14 лютого 1933) — німецький біолог, ботанік, міколог, професор, професор ботаніки, почесний професор Берлінського університету, професор біології, піонер генетики в Німеччині, один з першовідкривачів законів Менделя.

## Біографія
Карл Корренс народився в Мюнхені 19 вересня 1864 року. Його батько був художником. Втративши обох батьків в ранньому віці, Корренс був вихований своєю тіткою; в початковій школі вчився у Санкт-Галлен в Швейцарії.
З 1885 по 1888 рік він вивчав ботаніку в Граці, Берліні і в Лейпцигу. У 1885 році Корренс вступив до Мюнхенського університету. Карл Вільгельм фон Негелі викладав Карлу Корренс ботаніку; знаючи, що у Корренса немає батьків, він намагався допомогти йому в навчанні. Негелі був тим, хто прищепив йому інтерес до вивчення ознак спадковості у рослин; він також надавав Корренс допомогу в написанні дисертації. У 1892 році Карл Корренс одружився з Елізабет, племінницею Карла Вільгельма фон Негелі. Два сина Корренса також були видатними вченими: мінералог Вільгельм Карл Корренс (1893—1980) і хімік Еріх Корренс (1896—1981).
Після закінчення Мюнхенського університету та завершення дисертації, Карл Корренс отримав у 1889 році ступінь доктора і став викладачем в університеті Тюбінгена. З 1897 року він був професором Тюбінгенського університету. У 1899 році Карл Корренс став професором ботаніки в університеті Тюбінгена. У 1902 році він став професором ботаніки в університеті Мюнстера і директором Ботанічного інституту та Ботанічного саду. У 1903—1907 роках Карл Корренс був професором Лейпцизького університету, а в 1909—1914 роках Мюнстерського університету. Він був також почесним професором Берлінського університету.
Карл Корренс був членом німецького товариства дослідників природи «Леопольдіна». У 1914—1933 роках Корренс був директором інституту біології в Берліні. У 1920 році він став професором біології. Був членом Королівської Прусської Академії наук в Берліні з 1915 по 1919 рік і членом Прусської Академії наук в Берліні з 1919 до 1933 року. У 1932 році Корренс був нагороджений Лондонським королівським товариством, отримавши Медаль Дарвіна. У тому ж році він отримав Медаль Гарнака.
Карл Корренс помер в Берліні 14 лютого 1933 року. Він був похований на лісовому цвинтарі Далем, що знаходиться на південному заході Берліна, округ Штегліц-Целендорф. У його честь в 1938 році був відкритий трикутний парк в безпосередній близькості від Інституту Кайзера. Багато робіт Корренса так і залишилися неопублікованими і були знищені в результаті бомбардування Берліна в 1945 році.

## Наукова діяльність
Карл Корренс спеціалізувався на мохоподібних, водоростях, насіннєвих рослинах і на мікології. Основна заслуга Корренса полягає у вторинному відкритті і підтвердженні (одночасно з голландцем Хуго де Фрізом і австрійцем Еріхом Чермаком) законів спадковості, встановлених Грегором Менделем. Перші результати досліджень Корренса про явище спадковості у рослин були опубліковані в 1900 році.

## Наукові роботи
- G. Mendels Regel über das Verhalten der Nachkommenschaft der Rassenbastarde, Berichte der Deutschen Botanischen Gesellschaft 18 (1900), 158—168.
- Über Levkojenbastarde — Zur Kenntnis der Grenzen der Mendelschen Regeln, Botanisches Centralblatt 84 (1900), 1—16 (erstmalige Beschreibung der Genkopplung)
- Experimentelle Untersuchungen über die Entstehung der Arten auf botanischem Gebiet, Archiv für Rassen- und Gesellschafts-Biologie 1 (1904), 27—52.
- Die Bestimmung und Vererbung des Geschlechtes, nach Versuchen mit höheren Pflanzen, Verhandlungen der Gesellschaft Deutscher Naturforscher und Ärzte 1907, 794—802.
- Zur Kenntnis der Rolle von Kern und Plasma bei der Vererbung, Zeitschrift für induktive Abstammungs- und Vererbungslehre 1 (1909), 291—328.